# HMS Trafalgar (1887)
El HMS Trafalgar fue uno de los dos acorazados de la clase Trafalgar. Fue diseñado como una versión mejorada de las clases Admiral y Victoria, con un mayor desplazamiento, lo que les permitía mejorar su protección.  Aunque sacrificaban un cinturón blindado completo, a cambio de engrosarlo a mitad del buque.
El diseño original del Trafalgar tenía un desplazamiento de 11 940 t, y un armamento secundario de 10 piezas de 127 mm, dispuesto en baterías en las bandas. Los cambios realizados durante la construcción, elevaron el desplazamiento hasta las 12 590 t; esto, provocó un aumento del calado de 305 mm con respecto al de diseño, y en 457 mm a plena carga. Todo ello, provocó que parte del cinturón blindado, quedara sumergido, con el potencial descenso del potencial defensivo en combate. 
En octubre de 1896 la batería secundaria de 120 mm, fue reemplazada por una más potente de 151 mm de disparo rápido.

## Historial de servicio
Fue completado, excepto su armamento principal, en solo tres años y tres meses. El retraso en la construcción de sus cañones, significó que no fue asignado como segundo buque insignia del Mediterráneo hasta el 2 de abril de 1890, puesto en el que sirvió hasta octubre de 1897, cuando puso rumbo a Portsmouth,  donde permaneció como buque de vigilancia hasta agosto de 1902. Tras esto, permaneció en reserva hasta 1907, cuando fue enviado a Sheerness para servir como buque de entrenamiento para los tripulantes de las torretas y de los tubos lanzatorpedos. En abril de 1909, volvió al servicio activo con la cuarta división de la Home Fleet, con base en el Nore. Fue vendido el 9 de marzo de 1911.